# 60
Il 60 (LX in numeri romani) è un anno bisestile del I secolo.

## Eventi

### Impero romano
- I Roxolani vengono sconfitti dai Romani sulle rive del Danubio.
- L'imperatore Nerone invia una spedizione per esplorare l'antica città di Meroe (in Sudan, capitale del regno di Kush).
- Erode Agrippa II assume il controllo della parte nord-orientale della Giudea.
- Il governatore della Britannia Gaio Svetonio Paolino cattura l'isola di Mona (Anglesey), roccaforte difensiva dei druidi. Prasutago, re degli Iceni (nella moderna Anglia orientale), muore: nel suo testamento indica che lascia il suo regno alle sue due figlie e all'imperatore Nerone. L'esercito romano prende il controllo del territorio come se fosse una conquista militare vera e propria: si appropria delle terre ereditarie dei nobili locali e saccheggia campi e case. La vedova di Prasutago, Budicca, viene flagellata pubblicamente e costretta a guardare lo stupro delle sue figlie. I finanziatori romani della conquista (come Seneca) ritirano i propri denari. Budicca quindi prende l'iniziativa e organizza una grande ribellione in alleanza con i Trinovanti, i Cornovi, i Durotrigi e i britanni-celitici. Gli Iceni e i Trinovanti assaltano e distruggono la capitale della provincia Camulodunum (Colchester), spazzando via la Legio IX Hispana comandata da Quinto Petilio Ceriale. Poi la loro azione prosegue con gli assedi di Londinium (Londra) e Verulamium (St Albans), con migliaia di morti. Lo scontro decisivo lungo le rive del fiume Anker vede i romani spegnere definitivamente le speranze "rivoluzionarie" di Budicca e l'affermazione definitiva dell'egemonia romana sull'isola britannica. Budicca si avvelena e muore.

### Religioni
- Paolo di Tarso viaggia verso Roma, ma la sua nave affonda e si salva rifugiandosi nell'isola di Malta. Vi rimane per tre mesi, durante i quali converte Publio (che poi diventerà il primo vescovo di Malta).

### Arti e scienze
- Erone di Alessandria scrive Metrica, Mechanica e Pneumatica.

## Nati
- 7 novembre - Keikō, imperatore giapponese († 130)

## Morti
- 30 novembre - Andrea, santo
- Gaio Ummidio Durmio Quadrato, magistrato, senatore e militare romano
- Pietro di Rates, vescovo portoghese
- Prasutago, sovrano

## Calendario
| Calendario 60 | Calendario 60 | Calendario 60 | Calendario 60 | Calendario 60 | Calendario 60 | Calendario 60 | Calendario 60 | Calendario 60 | Calendario 60 | Calendario 60 | Calendario 60 | Calendario 60 | Calendario 60 | Calendario 60 | Calendario 60 | Calendario 60 | Calendario 60 | Calendario 60 | Calendario 60 | Calendario 60 | Calendario 60 | Calendario 60 | Calendario 60 | Calendario 60 | Calendario 60 | Calendario 60 | Calendario 60 | Calendario 60 | Calendario 60 | Calendario 60 | Calendario 60 | Calendario 60 |
| ------------- | ------------- | ------------- | ------------- | ------------- | ------------- | ------------- | ------------- | ------------- | ------------- | ------------- | ------------- | ------------- | ------------- | ------------- | ------------- | ------------- | ------------- | ------------- | ------------- | ------------- | ------------- | ------------- | ------------- | ------------- | ------------- | ------------- | ------------- | ------------- | ------------- | ------------- | ------------- | ------------- |
|               | 1             | 2             | 3             | 4             | 5             | 6             | 7             | 8             | 9             | 10            | 11            | 12            | 13            | 14            | 15            | 16            | 17            | 18            | 19            | 20            | 21            | 22            | 23            | 24            | 25            | 26            | 27            | 28            | 29            | 30            | 31            |               |
| Gennaio       | Ma            | Me            | Gi            | Ve            | Sa            | Do            | Lu            | Ma            | Me            | Gi            | Ve            | Sa            | Do            | Lu            | Ma            | Me            | Gi            | Ve            | Sa            | Do            | Lu            | Ma            | Me            | Gi            | Ve            | Sa            | Do            | Lu            | Ma            | Me            | Gi            |               |
| Febbraio      | Ve            | Sa            | Do            | Lu            | Ma            | Me            | Gi            | Ve            | Sa            | Do            | Lu            | Ma            | Me            | Gi            | Ve            | Sa            | Do            | Lu            | Ma            | Me            | Gi            | Ve            | Sa            | Do            | Lu            | Ma            | Me            | Gi            | Ve            |               |               |               |
| Marzo         | Sa            | Do            | Lu            | Ma            | Me            | Gi            | Ve            | Sa            | Do            | Lu            | Ma            | Me            | Gi            | Ve            | Sa            | Do            | Lu            | Ma            | Me            | Gi            | Ve            | Sa            | Do            | Lu            | Ma            | Me            | Gi            | Ve            | Sa            | Do            | Lu            |               |
| Aprile        | Ma            | Me            | Gi            | Ve            | Sa            | Do            | Lu            | Ma            | Me            | Gi            | Ve            | Sa            | Do            | Lu            | Ma            | Me            | Gi            | Ve            | Sa            | Do            | Lu            | Ma            | Me            | Gi            | Ve            | Sa            | Do            | Lu            | Ma            | Me            |               |               |
| Maggio        | Gi            | Ve            | Sa            | Do            | Lu            | Ma            | Me            | Gi            | Ve            | Sa            | Do            | Lu            | Ma            | Me            | Gi            | Ve            | Sa            | Do            | Lu            | Ma            | Me            | Gi            | Ve            | Sa            | Do            | Lu            | Ma            | Me            | Gi            | Ve            | Sa            |               |
| Giugno        | Do            | Lu            | Ma            | Me            | Gi            | Ve            | Sa            | Do            | Lu            | Ma            | Me            | Gi            | Ve            | Sa            | Do            | Lu            | Ma            | Me            | Gi            | Ve            | Sa            | Do            | Lu            | Ma            | Me            | Gi            | Ve            | Sa            | Do            | Lu            |               |               |
| Luglio        | Ma            | Me            | Gi            | Ve            | Sa            | Do            | Lu            | Ma            | Me            | Gi            | Ve            | Sa            | Do            | Lu            | Ma            | Me            | Gi            | Ve            | Sa            | Do            | Lu            | Ma            | Me            | Gi            | Ve            | Sa            | Do            | Lu            | Ma            | Me            | Gi            |               |
| Agosto        | Ve            | Sa            | Do            | Lu            | Ma            | Me            | Gi            | Ve            | Sa            | Do            | Lu            | Ma            | Me            | Gi            | Ve            | Sa            | Do            | Lu            | Ma            | Me            | Gi            | Ve            | Sa            | Do            | Lu            | Ma            | Me            | Gi            | Ve            | Sa            | Do            |               |
| Settembre     | Lu            | Ma            | Me            | Gi            | Ve            | Sa            | Do            | Lu            | Ma            | Me            | Gi            | Ve            | Sa            | Do            | Lu            | Ma            | Me            | Gi            | Ve            | Sa            | Do            | Lu            | Ma            | Me            | Gi            | Ve            | Sa            | Do            | Lu            | Ma            |               |               |
| Ottobre       | Me            | Gi            | Ve            | Sa            | Do            | Lu            | Ma            | Me            | Gi            | Ve            | Sa            | Do            | Lu            | Ma            | Me            | Gi            | Ve            | Sa            | Do            | Lu            | Ma            | Me            | Gi            | Ve            | Sa            | Do            | Lu            | Ma            | Me            | Gi            | Ve            |               |
| Novembre      | Sa            | Do            | Lu            | Ma            | Me            | Gi            | Ve            | Sa            | Do            | Lu            | Ma            | Me            | Gi            | Ve            | Sa            | Do            | Lu            | Ma            | Me            | Gi            | Ve            | Sa            | Do            | Lu            | Ma            | Me            | Gi            | Ve            | Sa            | Do            |               |               |
| Dicembre      | Lu            | Ma            | Me            | Gi            | Ve            | Sa            | Do            | Lu            | Ma            | Me            | Gi            | Ve            | Sa            | Do            | Lu            | Ma            | Me            | Gi            | Ve            | Sa            | Do            | Lu            | Ma            | Me            | Gi            | Ve            | Sa            | Do            | Lu            | Ma            | Me            |               |